# The Legend of Zelda: Tri Force Heroes
The Legend of Zelda: Tri Force Heroes (en español: La Leyenda de Zelda: Héroes de la Trifuerza), conocido en Japón como Zelda no Densetsu: Triforce 3 Jushi (ゼルダの伝説 トライフォース3銃士 Zeruda no Densetsu: Toraifōsu San-jūshi?, lit. La Leyenda de Zelda: Los Tres Mosqueteros de la Trifuerza), es un videojuego de acción-aventura de la serie The Legend of Zelda, desarrollado y publicado por Nintendo. El juego fue anunciado en la feria Electronic Entertainment Expo 2015, y salió a la venta para la consola portátil Nintendo 3DS en octubre de 2015.

## Jugabilidad
Si bien la historia, los diferentes modos y los sencillos controles de The Legend of Zelda: Tri Force Heroes son tres grandes puntos positivos del juego, la jugabilidad es sin lugar a dudas lo mejor que nos ofrece esta entrega spin-off, y es que nos ofrece una diversión casi infinita.
Al introducirte en un nivel, podrás observar que hay algunos cambios respecto a anteriores juegos de The Legend of Zelda. En la pantalla superior podrás observar el número de corazones que tienes, el de rupias que luego podrás usar en el mercado de la ciudad para comprar materiales, la Barra de vigor, que irá disminuyendo a medida que usamos el objeto y que se rellenará de forma automática al dejar de usarlo, y algunos mensajes que nos informarán de diferentes estados de los jugadores.
Por otro lado, en la pantalla de abajo encontraremos la información de cada héroe y las opciones de comunicación en el modo multijugador o las imágenes del Link y los dos dobles entre los que podremos intercambiar en el modo de un jugador. Además, también se nos informará en ella del número de hadas con las que contamos.
Y es que esta es una de las principales novedades del juego: cada vez que comencemos un recorrido se pondrán a nuestra disposición un total de tres hadas que se corresponderán con el número de vidas que nos quedan. Si nos quedamos sin ellas, deberemos empezar el recorrido desde el principio, perdiendo todo el progreso y todos los materiales que habías conseguido en esas fases. También existe la opción de saltarte una determinada fase de un recorrido, cuyo precio será de un hada.
El juego pone a nuestra disposición un total de 8 mundos o regiones, con cuatro recorridos diferentes en cada una de ellas donde se incluyen otras cuatro fases diferentes. Además, al completar una determinada región, el Rey Rízor nos dará la opción de completar los cuatro recorridos de esa región a través de misiones especiales, donde se nos ponen algunos requisitos como completar las fases con tiempo, con menos energía o siguiendo un orbe. Si las superas con éxito podrás obtener materiales extraños para confeccionar los trajes.
Y es que precisamente los trajes son otro de los elementos clave en el juego, ya que nos permitirán adquirir diferentes habilidades en función de cuál luzcamos. Estos trajes podrán ir desbloqueándose en el juego recogiendo diferentes materiales que luego podemos entregar en el Taller de Madame Sastria situado en la ciudad para que nos confeccione los atuendos. Cabe destacar que algunos de estos materiales sólo podrán ser obtenidos a través de los modos multijugador a través de las Señales de amistad que te da un chico que se encuentra a las afueras del castillo, y Coliseo al salir victorioso.
Por último, otro elemento importante del juego son los objetos que se pondrán a nuestra disposición al comienzo de cada recorrido. Estos objetos incluyen las bombas, el bumerán, el arco, el martillo y el gancho, ya presentes en anteriores juegos, además del jarrón mágico, el cetro de agua y los guantes de fuego, nunca vistos anteriormente. Todos estos objetos, combinados con las opciones de los tres héroes totémicos, nos permitirán resolver los diferentes puzles y derrotar a los diferentes enemigos y jefes esparcidos por los niveles.

## Recepción
Tri Force Heroes recibió una recepción crítica mixta. Si bien el juego multijugador del título fue elogiado, muchos críticos criticaron su modo de un solo jugador y la falta de una opción para dos jugadores. Muchos críticos también criticaron la funcionalidad en línea del juego y las características de emparejamiento. El agregador de análisis Metacritic le dio al juego una puntuación de 73/100 según 73 comentarios.
A partir de marzo de 2016, las ventas mundiales totales son de 1,14 millones de copias. es considerado como el juego menos vendido de toda la saga